# Martin Beck
Martin Beck felügyelő Maj Sjöwall és Per Wahlöö svéd krimiíró páros tíz közös bűnügyi regényének és a belőlük készült filmek fiktív főhőse. A stockholmi Országos Rendőrfőkapitányság gyilkossági csoportjának vezetője.
Martin Beck 1922. szeptember 25-én született. 1950-ben nősült meg, felesége keresztneve Inga. Két gyermekük van. Lányuk Ingrid (született 1951-ben), öccse a némileg lustácskának ábrázolt kiskamasz, Rolf (1956-ban született). Így Beck inkább hétköznapi ember, mint szokványos krimihős. És semmiképpen nem pisztolyhős vagy kemény ökléről híres verekedő, akiknek első generációjába olvasóik első generációja körülbelül ekkorra, az 1960-as évek közepére már némileg beleunt. 
„... magas, mogorva, sovány arc, széles homlok, erőteljes állkapocs és barátságtalan szürke szem.”

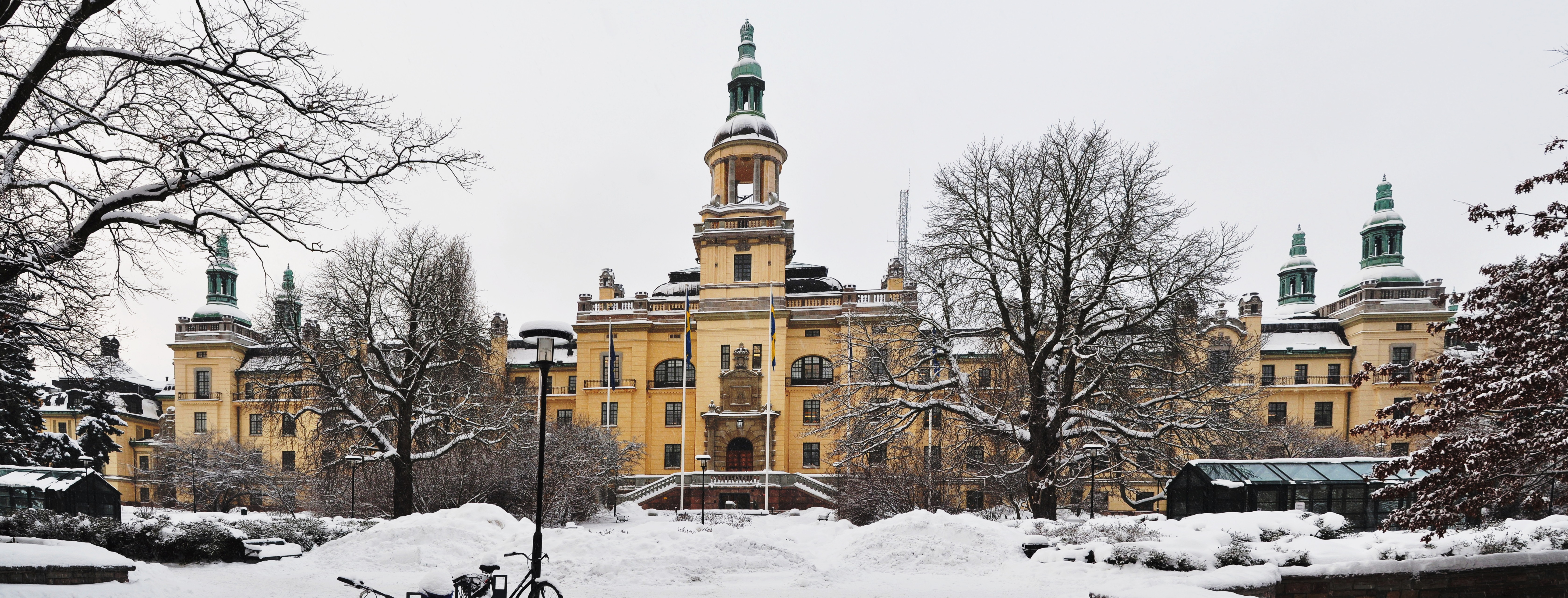
A stockholmi rendőrfőkapitányság épülete (Kungsholmsgatan 33-47.)

Beck 1942 óta dolgozik a rendőrségen. Eleinte közrendőrként, majd nyomozóként a stockholmi rendőrség országos hatáskörű gyilkossági csoportjánál. Nem sokkal az első regény cselekményének ideje előtt a rendőrség átalakításával jött létre az Országos Rendőrfőkapitányság és ennek gyilkossági csoportjának lett a vezetője, 

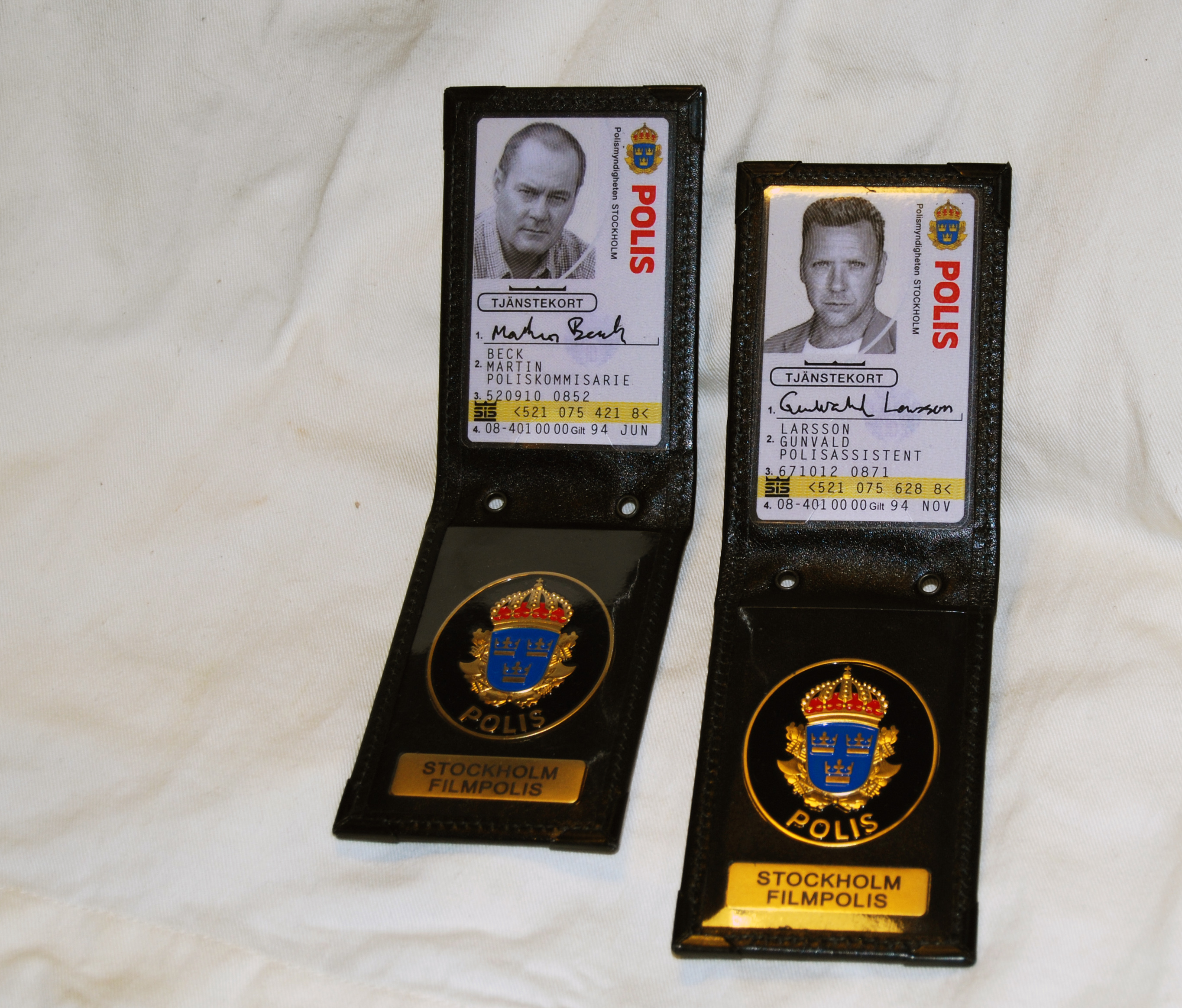
Beck és Larsson igazolványa a filmsorozatban.

Legközelebbi munkatársai Lennart Kollberg, Gunvald Larsson, Einar Rönn és Fredrik Melander.
Beck fegyelmezett rendőrtisztviselőként nem politizál, de kritikusan szemléli kora társadalmának negatív jelenségeit. Az elitet, a társadalmon eluralkodott alkoholizálást, a kábítószer ijesztő térhódítását, a szegénységet, az ezekhez kapcsolódó bűnözést.
Ezzel némileg rokonítható a hetvenes évek olasz bűnügyi és politikai krimijeinek nyomozóhőseivel.
A szerzőpáros politikai véleményét inkább tükrözik Beck egyes munkatársainak megjegyzései.
Bár mindezt az írók különféle eszközökkel valamelyest eltávolítják önmaguktól. Például azzal, az újságírók ábrázolása szinte kivétel nélkül negatív, holott mindketten újságírók voltak. Sőt Per Wahlöö kifejezetten bűnügyi tudósításokat is írt pályája elején. Vagy hogy Beck némi ellenérzéssel szemléli tinédzser lánya szélsőbalos divatmegnyilvánulásait. (Az első regények 1968-at közvetlenül megelőző években játszódnak.)
Martin Becket legtöbbször, tévéfilmsorozatban Peter Haber alakította 34 epizódban (Beck, svéd tévéfilmsorozat, 1997–2016), mozifilmben Gösta Ekman hat alkalommal játszotta. De egy-egy filmben Keve Hjelm, Jan Decleir, Derek Jacobi, Carl-Gustaf Linds és Romualds Ancans is alakította a felügyelőt.
Az évek során számos külföldi nyomozónak lett mintája Martin Beck. Például a német felügyelő, Hans Sperling (akit Dieter Pfaff alakított), vagy az amerikai rendőrtiszt, Jake Martin (Walter Matthau).
De érdekes a hasonlóság Juhász Sándor novellájából készült Az áldozat (Dobray György, 1980) című filmjében Kristály Zoltán hadnagy történetével. (Beck és kollégái A nevető rendőrben egy ideig azt feltételezik, hogy Åke Stenström kollégájuk viktimológiai magánkutatásának áldozata lett.)

## Regények amelyeknek főszereplője
- Roseanna (Roseanna, 1965), Rakéta Regényújság IV. évfolyam 1-6. szám, Budapest, 1977
- A svéd, akinek nyoma veszett (Mannen som gick upp i rök, 1966), Rakéta Regényújság II. évfolyam 39-42. szám, Budapest, 1975
- Mannen på balkongen (’Férfi az erkélyen’, 1967)
- A nevető rendőr (Den skrattande polisen, 1968), Rakéta Regényújság, Magvető Könyvkiadó, Budapest, 1977, fordította: Hegedűs András
- Az elveszett tűzoltóautó (Brandbilen som försvann, 1969),  Európa Könyvkiadó, Budapest, 1981, fordította: Magyar Csaba
- Polis, polis, potatismos![3] (’Rendőr, rendőr, krumplipüré!’, 1970)
- Gyilkos a háztetőn (Den vedervärdige mannen från Säffle, 1971), Magvető Könyvkiadó, Budapest, 1974, fordította: Lontay László
- Det slutna rummet (’A lezárt kamra’, 1972)
- Polismördaren (’A rendőrgyilkos’, 1974)
- Terroristerna (’Terroristák’, 1975)
- Sista resan och andra berättelser (’Az utolsó út és más történetek’, 2007)

## Filmek Martin Beck főszereplésével
- 1967 – Roseanna (Azonos című regényükből, rendezteː Hans Abramson, Martin Beck – Keve Hjelm)
- 1973 – A nevető rendőr (Azonos című regényükből, rendezteː Stuart Rosenberg, Jake Martin (Martin Beck amerikai megfelelője) – Walter Matthau)
- 1976 – Gyilkos a tetőn (Mannen pa taket, rendezte: Bo Widerberg, svéd film Den vedervärdige mannen från Säffle című regényükből) Martin Beck – Carl-Gustaf Lindstedt
- 1980 – A svéd, akinek nyoma veszett (rendezte: Bacsó Péter magyarul azonos, eredetileg Mannen som gick upp i rök címmel megjelent regényükből) Martin Beck – Derek Jacobi
- 1981 – Nezakonchennyy uzhin (Lett (szovjet) film a Polis, polis, potatismos! azaz ’Rendőr, rendőr, krumplipüré!’ című regényükből) (Rendezteː Janis Streics, Martin Beck – Romualds Ancans)
- 1992 – Beck - De gesloten kamer (holland-belga film ’A lezárt kamra’ című regényükből ) (Rendezteː Jacob Bijl, Martin Beck – Jan Decleir)
- 1993 – Brandbilen som försvann (Az elveszett tűzoltóautó, azonos című regényükből, rendezteː Hajo Gies, Martin Beck – Gösta Ekman)
- 1993 – Roseanna (Azonos című regényükből, rendezteː Daniel Alfredson, Martin Beck – Gösta Ekman)
- 1993 – Polis polis potatismos (’Rendőr, rendőr, krumplipüré!’, rendezteː Per Berglund, Martin Beck – Gösta Ekman)
- 1993 – Mannen på balkongen (’Férfi az erkélyen’, rendezteː Daniel Alfredson, Martin Beck – Gösta Ekman)
- 1994 – Polismördaren  (’A rendőrgyilkos’, rendezteː Peter Keglevic, Martin Beck – Gösta Ekman)
- 1994 – Stockholm Marathon (A ’Terroristák’ (Terroristerna) című regényükből, Rendezteː Peter Keglevic, Martin Beck – Gösta Ekman)
- 1997–2016 – Beck (svéd tévéfilmsorozat, rendezteː Harald Hamrell, Kjell Sundvall, Mårten Klingberg és mások, Martin Beck – Peter Haber)

## Érdekességek
- Martin Beck A svéd, akinek nyoma veszett (Mannen som gick upp i rök, 1966) történetében Budapesten nyomoz.